# 423 (szám)
A 423 (római számmal: CDXXIII) egy természetes szám.

## A szám a matematikában
A tízes számrendszerbeli 423-as a kettes számrendszerben 110100111, a nyolcas számrendszerben 647, a tizenhatos számrendszerben 1A7 alakban írható fel.
A 423 páratlan szám, összetett szám, kanonikus alakban a 32 · 471 szorzattal, normálalakban a 4,23 · 102 szorzattal írható fel. Hat osztója van a természetes számok halmazán, ezek növekvő sorrendben: 1, 3, 9, 47, 141 és 423.
A 423 négyzete 178 929, köbe 75 686 967, négyzetgyöke 20,56696, köbgyöke 7,50666, reciproka 0,0023641. A 423 egység sugarú kör kerülete 2657,78738 egység, területe 562 122,03191 területegység; a 423 egység sugarú gömb térfogata 317 036 826,0 térfogategység.